# Teenage Mutant Ninja Turtles: Mutant Melee
Teenage Mutant Ninja Turtles: Mutant Melee är ett datorspel i man mot man-fightinggenren, baserat på Teenage Mutant Ninja Turtles utvecklat och publicerat av Konami, och släppt 2005 i USA, till Xbox den 15 mars, till Gamecube den 16 mars, till Microsoft Windows den 28 mars och till Playstation 2 den 14 oktober.

## Spelstilar
Spelet innehåller fyra olika typer av spel, Last Man Standing, Knock Out, King of the Hill och Keep Away.

### Last Man Standing
Målet är att vara den som klarar sig längst.

### Knock Out
Målet är att slå ut flest spelare inom en viss tid, eller att först nå ett visst antal knock-outs.

### King of the Hill
Baserad på den gamla leken Herre på täppan. Målet är att nå ett visst antal poäng innan någon annan spelare gör det. För att få poäng måste man stå under ljusstrålen som rör sig på kartan.

### Keep Away
Målet är att bära en kista för att få poäng. Då man bär kistan kan man inte anfalla. Bäraren måste springa från övriga spelare eftersom den som träffas tappar kistan.

### Fotnoter
1. ↑  ”Teenage Mutant Ninja Turtles 2: Battle Nexus” (på engelska). Mobygames. 24 mars 2005. http://www.mobygames.com/game/tmnt-mutant-melee. Läst 1 december 2015.